# Overwatch
Overwatch fue un videojuego de disparos en primera persona multijugador, desarrollado por Blizzard Entertainment. Fue lanzado al público el 24 de mayo del 2016, para las plataformas PlayStation 4, Xbox One y Microsoft Windows; posteriormente fue lanzado para Nintendo Switch. El juego fue anunciado el 7 de noviembre de 2014 durante la BlizzCon 2014, y su versión beta cerrada fue estrenada el 27 de octubre de 2015.
Descrito como un hero shooter, Overwatch ponía a los jugadores en equipos de seis personas, con cada persona escogiendo uno de varios héroes disponibles, cada uno con movimientos y habilidades únicas. Los héroes estaban divididos en tres clases: Daño, Tanque y Apoyo. Los jugadores de cada equipo trabajaban juntos para atacar y defender puntos de control o para atacar/defender "cargas" (objetivos móviles que se mueven alrededor del mapa). Al terminar la partida los jugadores acumulaban puntos, que les otorgan recompensas estéticas que no afectan el desempeño de juego.
En 2016, Overwatch recibió el premio "Mejor juego del año" en la gala The Game Awards.
Durante el primer semestre del año 2017, se anunció que Overwatch había conseguido alcanzar los 1000 millones de dólares en beneficios.
Overwatch fue cerrado el 2 de octubre de 2022 para dar paso a  Overwatch 2, que fue estrenado el 4 de octubre del mismo año.

## Roles
Los personajes de Overwatch, llamados «Héroes», se dividen en tres grupos: Tanque, Daño y Apoyo. Cada héroe posee habilidades únicas dependiendo de su rol. La primera aparición de un personaje de Overwatch lanzado en un videojuego fue en Heroes of the Storm.
- Tanque: Los tanques son los personajes que mayor número de defensas y vida tienen. Su función principal es proteger a los aliados del daño masivo de los enemigos y defender zonas clave, interceptando el daño.

- Daño: Los personajes de esta categoría gozan de una gran movilidad y son característicos por causar gran cantidad de daño en un breve periodo de tiempo. Al tener gran cantidad de daño, los héroes ofensivos carecen de puntos de defensa. Algunos se especializan en proteger y dominar puntos estratégicos del mapa.

- Apoyo: Los personajes de apoyo, también conocidos como "Support", son esenciales en la partida. Estos personajes aplican efectos de curación, escudos, invulnerabilidades o cualquier otro tipo de ventaja para los personajes aliados. También debilitan a los personajes enemigos con sus habilidades, así los aliados podrían tomar el control de los enemigos fácilmente.

Los jugadores pueden cambiar de personaje durante el juego después de morir, algo que es incentivado por el diseño general del juego.

## Personajes
Overwatch contó con un total de 32 héroes, mismos que se encontraban divididos en 3 categorías. Los personajes marcados en negritas son aquellos que fueron añadidos durante la vida del videojuego.
| Tanque                                                                         | Daño | Apoyo                                                          |
| ------------------------------------------------------------------------------ | --- | -------------------------------------------------------------- |
| - D.Va - Orisa - Reinhardt - Roadhog - Sigma - Winston - Wrecking Ball - Zarya | - Ashe - Bastion - Cassidy - Doomfist - Echo - Genji - Hanzo - Junkrat - Mei - Pharah - Reaper - Soldado: 76 - Sombra - Symmetra - Torbjörn - Tracer - Widowmaker | - Ana - Baptiste - Brigitte - Lúcio - Mercy - Moira - Zenyatta |

## Modos de juego
Overwatch se caracteriza por tener combates en equipo en los que se enfrentan dos equipos de seis jugadores cada uno. Los jugadores eligen un héroe de los personajes existentes. Actualmente el juego tiene cuatro modos de juego principales.
- Ataque: El objetivo del equipo atacante es capturar objetivos críticos, mientras que el del equipo defensor es mantenerlos bajo su control hasta que se agote el tiempo.
- Escolta: El objetivo del equipo atacante es trasladar una carga a un punto de entrega. El equipo defensor debe impedir el progreso de los otros hasta que se agote el tiempo.
- Control: Dos equipos luchan para capturar y mantener un único objetivo a la vez. El primero que gane dos rondas gana la partida.
- Asalto/Escolta: El objetivo del equipo atacante es capturar una carga y luego trasladarla a un punto de entrega. El equipo defensor debe impedir su progreso.
- Competitivo: Este modo de juego recoge los modos de juego anteriores (Los modos donde hay un equipo atacante y uno defensor se hacen dos rondas alternando el rol del equipo ganando el equipo que llevó un progreso más eficiente del objetivo) pero añade un sistema de "rankings" en el cual se plasma la habilidad y las estadísticas de los jugadores. A mayor habilidad, mayor nivel. Estos "rankings" se dividen en varias categorías las cuales los jugadores deben ir escalando mejorando sus estadísticas y aumentando sus puntos de habilidad para ir accediendo a mejores categorías.
- Arcade: Son varios modos de juego no principales que dan premios cada cierto número de victorias y también incrementan experiencia. Los juegos incluyen partidas rápidas que tienen elementos modificados (como quitar el límite de selección, mínima gravedad, una selección al azar de personaje, o reducir el enfriamiento de habilidades), también incluye modos de juego muy diferentes como el Juego de eliminación (los jugadores son eliminados al momento de morir ganando el equipo que permanezca con más miembros vivos) juegos a muerte (el objetivo en común de sus variantes que van dese a equipos a encuentros 1vs1 o de ocho jugadores todos contra todos es reunir un número determinado de eliminaciones), captura a la bandera, además de modos llamados "trifulcas" que se presentan por tiempo limitado cada cierto evento destacando los del evento "archivos" que son básicamente un modo historia.
- Buscador de partidas personalizadas: Es un buscador en el que los jugadores pueden unirse a partidas personalizadas creadas por otras personas o crear sus propias partidas con sus propias reglas.

## Mapas
Los mapas del videojuego se inspiran en lugares del mundo real; y los primeros tres mapas revelados al público fueron «King's Row», «Hanamura», y «Templo de Anubis», inspirados en Londres, Japón y las ruinas del antiguo Egipto, respectivamente.
Hay 21 mapas en el juego para partidas rápidas,  competitivas y arcade, los cuales se dividen en los cuatro modos de juego principales:
- Templo de Anubis (Egipto), Hanamura (Japón), Industrias Volskaya (Rusia), Colonia Lunar Horizon (Luna terrestre) y París (Francia) - entran en la categoría de Asalto
- Observatorio: Gibraltar (marcado con la bandera de Overwatch), Dorado (México), Ruta 66 (EUA), Junkertown (Australia), Rialto (Venecia, Italia) y La Habana (Cuba) - entran en la categoría de Escolta
- Torre Lijiang (China), Ilios(Grecia), Nepal (región del Himalaya), Oasis (Irak) y Busan (Corea)- entran en la categoría de Control
- King’s Row (Reino Unido), Numbani(bandera ficticia, se ubica cerca de Nigeria), Hollywood (EUA), Eichenwalde (Alemania) y Blizzard World(EUA) - entran en la categoría de Asalto / Escolta

Adicionalmente hay mapas especiales para modos de juego arcade:
- Ayuttaya (Tailandia) es un mapa especial para el modo de juego de captura la bandera.
- Selva negra (Alemania), Ecobase: Antártida, Necrópolis (Egipto) y Castillo (México) son considerados mapas arena para juegos tipo duelo de pocos jugadores (1vs1 a 4vs4).
- Palacio Guillard (Francia), Petra (Jordania), Kanetzaka y Malevento (Italia) son mapas exclusivos para el todos contra todos (un enfrentamiento tipo battle royale en la que se enfrentan 8 jugadores entre sí. Gana el primero que consiga 20 eliminaciones o el que tenga más al acabarse el tiempo)

## Recepción
Overwatch fue recibido con excelentes críticas por parte de la prensa de videojuegos, consiguiendo una calificación promedio de 90 en las tres plataformas en las que fue inicialmente lanzado. Mientras que la versión para Nintendo Switch recibió notas inferiores debido a problemas de rendimiento y una menor calidad gráfica.
En 2016, Overwatch recibió el premio en Game of the Year en la gala The Game Awards a mejor juego del año 2016.
Desde su lanzamiento el juego a vendido más de 60 millones de copias entre todas las plataformas.

### Controversias
Aunque los desarrolladores pretendían evitar la sexualización de los personajes, se recibieron críticas hacia los personajes femeninos del juego durante su desarrollo. En febrero de 2015, Anita Sarkeesian comentó sobre la falta de diversidad en los tipos de cuerpo de las heroínas de los primeros doce personajes revelados del juego, mientras que Nathan Grayson de Kotaku observó que "las mujeres de Overwatch son en su mayoría súper delgadas y visten con trajes de gato". En respuesta a estas críticas, en marzo de 2015, el equipo de desarrollo presentó un nuevo personaje, Zarya, una culturista rusa con un cuerpo musculoso, y se comprometió a abordar la diversidad. 
Después de que se publicaran imágenes promocionales del personaje femenino Tracer en marzo de 2016, un hilo en los foros oficiales de Blizzard llamó la atención sobre una de las poses de victoria de Tracer, que fue criticada por un usuario como inapropiada y sobresexualizada. Kaplan se disculpó por la pose y afirmó que "lo último que queremos hacer es hacer que alguien se sienta incómodo, subestimado o tergiversado" y confirmó que Blizzard planeaba reemplazar la pose. La respuesta de Kaplan generó reacciones mixtas en la comunidad de jugadores; muchos afirmaron que Blizzard había renunciado a su control creativo sobre el juego y censurado su contenido para complacer a un usuario ofendido, mientras que otros elogiaron la disposición de Blizzard para escuchar a la comunidad y cumplir con los estándares para representar a un personaje según su personalidad. Kaplan declaró más tarde que el equipo ya no estaba seguro de la pose y estaba considerando cambiarla. La semana siguiente, se lanzó una pose de reemplazo, aunque se observó que era similar a la pose original. Se suponía que la pose de reemplazo estaba influenciada por el arte Pin-up de tarta de queso de Billy DeVors. La pose fue finalmente reemplazada durante el período beta del juego.
Después del lanzamiento del juego, algunos de los atuendos alternativos para los personajes recibieron críticas por usar estereotipos culturales, como una opción de tocado de nativo americano para el personaje de Pharah, que parecía ser principalmente de origen egipcio. Kaplan señaló que habían considerado si estos atuendos eran apropiados y creían que estaban respetando las culturas de los personajes que habían creado, comprometiéndose a hacer los cambios necesarios si sentían que había preocupaciones válidas. Kaplan comentó que muchos jugadores han respondido positivamente a estos atuendos y sienten que encajan adecuadamente con la versión idealizada de la Tierra. Desarrollos posteriores del juego revelaron que Pharah se presentaba como un personaje mitad egipcio y mitad nativo americano, lo que hacía que esos atuendos fueran apropiados en retrospectiva.
En julio de 2016, el presidente de la Sociedad Universal del Hinduismo (Rajan Zed) instó a Blizzard a eliminar del juego dos elementos cosméticos del héroe Symmetra, ya que podrían considerarse inapropiados e inexactos con respecto a las creencias y prácticas del hinduismo. En el hinduismo, los devotos ponen su destino en manos de sus dioses y diosas, lo que contrasta marcadamente con la forma en que él cree que son retratados dentro del juego. En el pasado, Zed ha comentado sobre otras representaciones de dioses de inspiración hindú en videojuegos, como el juego Smite, en el campo de batalla multijugador en línea (MOBA).
En los servidores de Overwatch en Asia, se enfrentaron problemas relacionados con el uso de trampas por parte de numerosos jugadores, especialmente debido al creciente número de jugadores más jóvenes que utilizaban PC bangs en Corea del Sur. Estos PC bangs les permitían jugar a Overwatch por una tarifa por hora económica en lugar de comprar el juego. Dado que estos jugadores no necesitaban cuentas permanentes, podían utilizar cuentas desechables de Battle.net y emplear hacks de juegos sin enfrentar repercusiones. Incluso si una cuenta era prohibida, podían crear otra rápidamente y continuar jugando. Aunque Blizzard continuaba bloqueando estas cuentas a un ritmo de miles por día, no había encontrado una solución más permanente. Posteriormente, Blizzard anunció que los jugadores de Corea del Sur deberían iniciar sesión en una cuenta de Battle.net para jugar a partir de febrero de 2017 en adelante, lo que requería un número de registro de residente difícil de falsificar, entre otra información única, con la esperanza de aliviar el problema.
Para mantener la equidad en el ámbito competitivo de las consolas, Blizzard ha expresado su oposición al uso de convertidores de entrada que permitirían a los jugadores de consolas utilizar teclados/ratones, ya que creen que esto otorgaría una ventaja a los jugadores que pueden pagar dichos convertidores. Algunos jugadores han criticado la posibilidad de utilizar estos convertidores, ya que aquellos que los emplean a menudo ocupan las posiciones superiores en las clasificaciones competitivas. Aunque Blizzard ha instado a Sony y Microsoft a prohibir este tipo de convertidores o detectar su uso para poder separar a los jugadores en servidores en función de ello, los jugadores discapacitados se han manifestado en contra de dicha acción, ya que muchos necesitan utilizar estos convertidores para jugar en consolas que no admiten el uso de un controlador convencional. 
Un año después de su lanzamiento, los periodistas notaron que la comunidad de jugadores se volvía cada vez más tóxica, lo que afectaba negativamente la experiencia de juego. Se atribuía esta toxicidad a la naturaleza colaborativa del juego, donde la negativa de los jugadores a cambiar de héroes para equilibrar el equipo o a buscar ganancias individuales generaba frustración entre los compañeros de equipo. Esto llevaba a comportamientos agresivos, derrotas y otras conductas perjudiciales, especialmente en el modo competitivo. Aunque los jugadores tenían la opción de denunciar a usuarios maliciosos, Blizzard no adoptaba la práctica de separar a los infractores del resto de la comunidad, como hacían otros desarrolladores en juegos multijugador. En lugar de eso, la compañía mantenía una comunidad inclusiva para todos los jugadores no sancionados, lo que se creía que contribuía al aumento de la toxicidad. En una actualización de septiembre de 2017, Jeff Kaplan, director del juego, reconoció el problema y afirmó que Blizzard estaba trabajando en mejorar las herramientas de informes de comportamiento de los jugadores para abordar la toxicidad. Sin embargo, este enfoque adicional distraía al equipo de desarrollo de la creación de nuevas funciones y contenidos para el juego. Kaplan instó a la comunidad a reflexionar sobre cómo podrían mejorar tanto individualmente como colectivamente para combatir estas situaciones.   
En noviembre de 2017, la Comisión Belga del Juego anunció una investigación sobre Overwatch y Star Wars Battlefront II para determinar si las cajas de botín constituían juegos de azar sin licencia. Varios países asiáticos y europeos consideraron las cajas de botín como una forma de juego y, en consecuencia, las declararon ilegales para su venta directa a los consumidores en los juegos. Blizzard eligió colaborar con estas regiones para cumplir con las leyes de juego locales, al mismo tiempo que mantenía su enfoque en el modelo de negocio centrado en Microtransacción. Dentro de China, Blizzard permitió a los jugadores comprar moneda del juego y recibir cajas de botín como "regalo".  Además, en respuesta a las regulaciones chinas, la compañía se vio obligada a revelar públicamente las probabilidades exactas de ganar cada nivel de artículo dentro de las cajas de botín. Aunque inicialmente las cajas de botín no se consideraron juegos de azar en los Estados Unidos, la Comisión Federal de Comercio de EE. UU. decidió en 2018 investigar la legalidad de la industria de microtransacciones, que se acercaba rápidamente a los 50 mil millones de dólares.  

## Secuela
Overwatch 2 se anunció en la BlizzCon el 1 de noviembre de 2019. Overwatch 2 mantendrá un "entorno multijugador compartido" entre este y el Overwatch original, de modo que los jugadores en cualquier videojuego puedan competir juntos en los modos jugador contra jugador (PvP) existentes, retener todos los artículos estéticos desbloqueados y otras características. Todos los nuevos héroes, mapas y modos PvP se agregarán a ambos videojuegos para mantener este entorno compartido. Se agregarán al menos dos nuevos héroes. Se introducirá un nuevo modo PvP, "Push", que funciona como un tira y afloja, donde cada equipo compite por el control de un robot que empuja una carga explosiva hacia el lado contrario del mapa cuando un equipo lo controla; Push se convertirá en parte de la rotación de mapas estándar en la Overwatch League y estará disponible para el juego Causal y Competitivo.
El contenido exclusivo de Overwatch 2 serán los modos persistentes de jugador contra entorno (PvE). Estos son similares a los eventos especiales de temporada, que contarán con misiones cooperativas de cuatro jugadores contra oponentes controlados por computadora. En este modo, los jugadores pueden ganar experiencia para el héroe que están usando, y en ciertos niveles de experiencia, podrán desbloquear nuevas habilidades pasivas que aumentan las habilidades actuales del héroe, lo que les permite personalizar la forma en que los héroes combaten. Se agregarán al menos dos modos: un modo de misión basado en la historia, donde los jugadores están limitados a su selección de héroes para realizar misiones basadas en la historia de Overwatch, y misiones de héroes que permiten que todos los héroes se usen para enfrentarse a oleadas de enemigos en varios lugares.
Overwatch 2 se ejecutará en una versión mejorada del motor del videojuego original que permite tamaños de mapas más grandes para soportar mejor los nuevos elementos PvE basados en la historia. Actualmente no hay una fecha de lanzamiento establecida para Overwatch 2, mientras que Jeff Kaplan afirmó que «solo déjenos hacerlo genial, eso es lo que nos importa más que nada». Se espera que Overwatch 2 se lance para Microsoft Windows, PlayStation 4, PlayStation 5, Xbox One, Xbox Series X y Series S y Nintendo Switch.